# New York Post
Le New York Post parfois abrégé NY Post) est un des plus anciens journaux américains (ou, selon les critères, le plus ancien), encore publié de nos jours. Il a été créé en 1801 par Alexander Hamilton, sous le nom de New-York Evening Post. Sa ligne éditoriale est populiste et conservatrice.
Il est majoritairement détenu par le milliardaire Rupert Murdoch.

## Historique
À ses débuts, le travail éditorial s'effectuait dans la villa connue maintenant comme Gracie Mansion. Le journal milite en faveur des politiques expansionnistes des gouvernements américains. Il soutient la guerre contre le Mexique et les déportations de populations amérindiennes. Hamilton avait au départ choisi comme éditeur William Coleman. Pourtant, l'éditeur le plus connu de l' Evening Post, au long du XIXe siècle, fut William Cullen Bryant, un militant abolitionniste. En 1881 Henry Villard prit le contrôle du journal, qui fut ensuite géré par son fils Oswald Garrison Villard, membre fondateur du National Association for the Advancement of Coloured People (NAACP) et de l'American Civil Liberties Union. En 1933, le Post passa au format tabloïd. Dorothy Schiff acheta le journal en 1939, puis finalement Rupert Murdoch en 1977.

### Années Murdoch
Rupert Murdoch, d'origine australienne, fut obligé de revendre le journal pour se conformer à la réglementation fédérale qui limite l'acquisition des médias par des étrangers. Le Post passa alors entre les mains de propriétaires éphémères : Peter S. Kalikow, un magnat de l'immobilier, qui fit faillite ; repris par Steven Hoffenberg, un financier convaincu ultérieurement de fraude massive; enfin pendant deux semaines en mars 1993, Abe Hirschfeld, un excentrique qui avait fait fortune en construisant des garages. Le Post fut racheté en 1988 par la News Corporation de Murdoch, après qu'il a obtenu la nationalité américaine en 1985, ce qui le libérait des restrictions sur l'acquisition des médias.

### Attaques et polémiques
En octobre 2020, le compte twitter du New York Post est bloqué par l'opérateur après la publication par le journal d'articles concernant le fils de Joe Biden, Hunter Biden. Le 14 octobre, Twitter donne pour raison que les articles enfreignaient sa politique sur les matériaux piratés et que le réseau social limitait la diffusion de l'article en raison de questions sur « les origines des matériaux » incluses dans l'article. Après notamment que le PDG de Twitter, Jack Dorsey, a été sévèrement critiqué au Sénat par le sénateur républicain Ted Cruz, le gel du compte twitter du journal est levé le 30 octobre 2020.
En décembre 2022, Elon Musk, le nouveau président de Twitter, met à la connaissance du public les « Twitter Files », un ensemble d’extraits de correspondances internes à Twitter, portant notamment sur la manière dont le réseau social a bloqué la diffusion de l’article du New York Post en octobre 2020, en pleine campagne électorale américaine. Le Monde note que Jack Dorsey, précédent président de Twitter, avait déjà reconnu en mars 2021 que la suppression automatisée des articles du New York Post avait été « une erreur totale ».

## Ligne éditoriale
Sous la direction de Rupert Murdoch, la ligne éditoriale du journal est devenue conservatrice et populiste. En juillet 2015, il est ainsi au centre des attaques dans la presse américaine contre le régime iranien en présentant comme récent un livre du guide suprême de la Révolution islamique Ali Khamenei.
Le New York Post est également connu pour son éditorial people. Nommé « Page Six » il a été décliné en un site web et une émission de télé.
Selon la Columbia Journalism Review, le New York Post serait réputé pour son manque de fiabilité et son ton sensationnaliste,.
Pour l'élection présidentielle américaine de 2020, le New York Post appelle ses lecteurs à voter pour Donald Trump.

## Ventes
Le Post tirait à 700 000 exemplaires à la fin des années 1960. Les ventes ont plongé jusqu'à 418 000, pour remonter à 680 000 plus récemment. Malgré sa grande diffusion, le journal est encore déficitaire (environ 40 millions de dollars de perte annuelle). Cependant, il reste soutenu par Rupert Murdoch, qui a placé son fils Lachlan à sa direction, afin, peut-être, de garder un journal conservateur important à New York. Lachlan a finalement renoncé à ce travail.